# Albionella centroscyllii
Albionella centroscyllii är en kräftdjursart som först beskrevs av Hansen 1923.  Albionella centroscyllii ingår i släktet Albionella och familjen Lernaeopodidae. Inga underarter finns listade i Catalogue of Life.